# 심종혁
심종혁(沈鐘赫, 1955년 10월 17일~)은 사제 출신의 대학 교수이다. 제16대 서강대학교 총장이다.

## 학력
- 1974년 동성고등학교 졸업
- 1978년 서강대학교 수학과 학사
- 1981년 서강대학교 물리학과 학사
- 1983년 서강대학교 대학원 물리학 석사
- 1987년 미국 보스턴 웨스톤 신학교 사목학 석사
- 1988년 미국 보스턴 웨스톤 신학교 신학 석사
- 1991년 이탈리아 로마 그레고리오 대학교 신학 박사

## 경력
- 1978년 예수회 입회

- 1981년 ~ 1984년 서강대학교 물리학과 연구조교 & 시간강사, 강원대학교 물리학과 시간강사

- 1987년 사제 서품

- 1987년 ~ 1988년 미국 보스턴 예수성심 본당에서 사목 활동

- 1992년 ~ 서강대학교 종교학과 교수

- 1996년 ~ 1997년 미국 UC버클리 예수회 신학대학원 객원교수

- 1997년 ~ 1999년 서강대학교 수도자대학원 원장, 신학연구소 소장

- 1999년 ~ 2001년 예수회 양성 담당

- 2001년 ~ 2002년 서강대학교 총무처장

- 2003년 ~ 2005년 서강대학교 기획처장

- 2005년 ~ 2006년 서강대학교 대외협력처장

- 2006년 ~ 2008년 서강대학교 기획처장

- 2011년 ~ 2013년 서강대학교 도서관장

- 2013년 ~ 2015년 서강대학교 교학부총장

- 2015년 ~ 2017년 서강대학교 대학원장

- 2021년 ~ 제16대 서강대학교 총장

## 같이 보기
- 김수환
- 심화진